# 16 июля
16 июля — 197-й день года (198-й в високосные годы) по григорианскому календарю.
До конца года остаётся 168 дней.
До 15 октября 1582 года — 16 июля по юлианскому календарю, с 15 октября 1582 года — 16 июля по григорианскому календарю.
В XX и XXI веках соответствует 3 июля по юлианскому календарю.

## Праздники и памятные дни
См. также: Категория:Праздники 16 июля

### Международные
- — Международный день змеи[2]

### Национальные
- Грузия — Гергетоба (День духовной любви).
- Россия — Праздник Нептуна в детских лагерях.
- Перу — Фестиваль Девы Марии с горы Кармель.

### Религиозные
Православие
- Память мученика Иакинфа Римского (108)[6].
- Перенесение мощей святителя Филиппа, митрополита Московского, всея России чудотворца (1652).
- Память преподобных Анатолия Печерского, в Ближних пещерах (XII) и Анатолия Печерского затворника, в Дальних пещерах (XIII).
- Память благоверных князей Василия и Константина Ярославских (XIII век).
- Память святителя Василия, епископа Рязанского (1295).
- Память преподобных Иоанна и Лонгина Яренгских (1544—1545).
- Память блаженного Иоанна, Христа ради юродивого, Московского (1589).
- Память преподобного Никодима Кожеезерского (1640).
- Память мучеников Диомида, Евлампия, Асклипиодота и мученицы Голиндухи (II век).
- Память мучеников Мокия и Марка (IV век)[7].
- Память преподобного Александра Константинопольского, обители «Неусыпающих» первоначальника (ок. 430).
- Память святителя Анатолия, Патриарха Константинопольского (458).
- Память священномученика Антония (Быстрова), архиепископа Архангельского (1931).
- Обре́тение мощей священномученика Сильвестра (Ольшевского), архиепископа Омского (2005).

### Именины
- Католические: Мария, Ка́рмен, Венедикт, Евстафий.
- Православные: Александр, Анатолий, Василий, Георгий, Герасим, Демид, Иван, Константин, Марк, Михаил, Филипп, Фома.

## События
См. также: Категория:События 16 июля

### До XIX века
- 622 — Начало летосчисления по исламскому календарю.
- 1054 — Великий раскол: неудачей завершились в Константинополе переговоры между Римом и Константинополем о сферах влияния в Южной Италии и по ряду теологических вопросов. Посланник папы римского Льва IX Гумберт положил на алтарь собора св. Софии папскую буллу с анафемой в адрес Константинопольского патриарха Михаила Кирулария. Патриарх, в свою очередь, проклял посланника и всех членов его делегации. Христианская церковь разделилась на две ветви: католическую и православную.
- 1439 — В Англии запрещены поцелуи. Причина — эпидемия чумы.
- 1548 — Испанцами основан Ла-Пас. Город назван так (La Paz — по-испански «мир») в честь примирения долго враждовавших между собой испанских завоевателей.
- 1643 — Экспедиция голландского мореплавателя де Фриза (Maarten Gerritszoon Vries) открыла о. Сахалин.
- 1652 — В Москву перенесены мощи святого мученика митрополита Филиппа, выступавшего в своё время против политики опричнины Ивана Грозного и попавшего за это в опалу.
- 1661 — Первые европейские банкноты выпущены Стокгольмским банком.
- 1685 — произошло финальное сражение восстания Монмута — битва при Седжмуре (6 июля по старому стилю).
- 1769 — Испанский исследователь Гаспар де Портола (Gaspar de Portolà) основал базу Сан-Диего для исследования Калифорнии.
- 1790 — Округ Колумбия, не входящий в юрисдикцию ни одного штата, определён как месторасположение правительства США.
- 1795 — Екатерина II учредила Волынскую губернию.

### XIX век
- 1819 — Началась кругосветная экспедиция шлюпов «Восток» и «Мирный» под командованием Ф. Ф. Беллинсгаузена и М. П. Лазарева. Началось освоение шестого материка Земли — Антарктиды, открытого в 1820 году.
- 1850 — Во Франции ограничена свобода печати.
- 1867 — Француз Жозеф Монье, бывший садовник, получил патент на армированный бетон, ставший главным материалом при возведении высотных зданий.
- 1877 — первый финал теннисного турнира в Уимблдоне. Победителем стал Спенсер Гор.
- 1896 — на Всероссийской промышленно-художественной выставке в Нижнем Новгороде публике был представлен первый русский автомобиль, за рулём которого были его создатели — отставной лейтенант русского военно-морского флота Евгений Яковлев и хозяин каретных мастерских Пётр Фрезе.

### XX век
- 1909 — Основана компания Audi.
- 1917 — Началось Июльское восстание в Петрограде — по призыву анархистов солдаты 1-го пулемётного полка приняли постановление о немедленном вооружённом восстании.
- 1918 — Конгресс США постановил ввести правительственный контроль над средствами телекоммуникации.
- 1919 — Белые войска под командованием генерала Деникина заняли Херсон.
- 1920
  - Отмена блокады Советской России Антантой.
  - Постановлением СНК РСФСР установлены особые (персональные) пенсии.
- 1923
  - Бенито Муссолини запретил азартные игры в Италии.
  - Последние незначительные боестолкновения гражданской войны в России[8].
- 1925 — Первый полёт дирижабля «Московский химик-резинщик» конструкции Н. В. Фомина.
- 1926 — В Германии запрещён советский фильм «Броненосец Потёмкин».
- 1932 — Столица Донецкой области перенесена из Артёмовска (ныне Бахмут) в Сталино (ныне Донецк).
- 1933 — арктическая экспедиция на пароходе «Челюскин» отплыла из порта Ленинграда[9].
- 1936 — В Испанском Марокко началось восстание военных против Второй испанской республики.
- 1939 — США денонсировали торговое соглашение 1911 года с Японией.
- 1943 — опубликовано постановление Совнаркома СССР о введении раздельного школьного обучения.
- 1944 — В освобождённом Минске прошёл Партизанский парад.
- 1945
  - США произвели первое в мире испытание ядерной бомбы «Тринити» на полигоне в штате Нью-Мексико[10].
  - В Германии близ Аслинга в пассажирский поезд, что перевозил немецких военнопленных, врезался грузовой поезд армии США. Погибло от 102 до 106 человек. Крупнейшая железнодорожная катастрофа в истории Германии.
- 1947 — Представители 16 европейских государств собрались в Париже для обсуждения плана Маршалла восстановления экономики Европы (до 15 июля).
- 1950 — Мараканасо — решающий матч чемпионата мира по футболу 1950, собравший рекордное число зрителей в истории футбола.
- 1951 — Опубликована повесть Дж. Сэлинджера «Над пропастью во ржи».
- 1956 — Карело-Финская ССР преобразована в Карельскую АССР (ныне Республика Карелия в составе РФ).
- 1960 — Авиакатастрофа в Эресунне: самолёт de Havilland DH.87 Dragon Rapide упал в море после взлёта, погибли 7 человек — члены сборной Дании по футболу.
- 1965
  - Открыт тоннель под Монбланом (высочайшей вершиной Альп — 4807 м), связавший Францию и Италию.
  - Открытие кратеров на Марсе (телепередача с «Маринер-4», США).
  - С космодрома «Байконур» успешно осуществлён первый запуск ракеты-носителя Протон, которая вывела на околоземную орбиту советский научно-исследовательский спутник Протон-1.
- 1966 — Эрик Клэптон, Джек Брюс и Джинджер Бейкер сформировали первую супергруппу «Cream». Именно этот блюз-роковый коллектив ввёл длинные гитарные и барабанные соло в усложнённой музыкальной фактуре композиций, пришедших на смену незатейливым песенкам. Музыкальное направление, сформированное «Cream», стало доминирующим в блюзе последующие десять лет.
- 1968 — руководители СССР, Восточной Германии, Венгрии, Польши и Болгарии заявили о неприемлемости проводимых в Чехословакии реформ.
- 1969
  - С космодрома на мысе Канаверал стартовала РН «Сатурн-V» с космическим кораблём «Аполлон-11». Через несколько дней посадочный модуль «Орёл» совершит первую пилотируемую посадку на Луну.
  - Спасены члены экспедиции Тура Хейердала на плоту «Ра», попавшем в шторм в Карибском море.
- 1972 — Олег Блохин дебютировал в сборной СССР (товарищеский матч с Финляндией).
- 1977 — Из Сомали высланы все советские специалисты.
- 1979 — Саддам Хуссейн стал президентом Ирака.
- 1987 — британская авиакомпания British Airways приобрела за 237 миллионов фунтов стерлингов британскую авиакомпанию «Бритиш каледониан».
- 1990
  - Украина приняла Декларацию о государственном суверенитете (ранее отмечался на Украине как День независимости).
  - Открыт спутник Сатурна — Пан, также известный как Сатурн XVIII.
- 1992 — Верховный Совет Российской Федерации принял постановление «О реабилитации казачества».
- 1993 — в Лондоне прошла презентация Amiga CD32 — первой 32-битной игровой консоли, использующей CD-ROM.
- 1994 — комета Шумейкеров — Леви столкнулась с Юпитером.
- 1999
  - Премьера фильма «С широко закрытыми глазами» режиссёра Стэнли Кубрика, умершего 7 марта 1999 года.
  - Стоимость акций «Майкрософта», которыми владеет Билл Гейтс, достигла 100 миллиардов долларов.
  - Джон Кеннеди — младший, его жена Кэролин и сестра жены погибли в авиакатастрофе. Самолёт, за штурвалом которого был Джон, упал в Атлантический океан у берегов Массачусетса.
- 2000 — принято решение об увеличении числа доменов Интернета.

### XXI век
- 2002
  - В центре Вашингтона открылся уникальный музей, посвящённый истории международного шпионажа.
  - По решению апелляционного суда лишена лицензии крупнейшая независимая телекомпания Украины «1+1».
- 2005 — вблизи Малабо потерпел крушение самолёт Ан-24Б компании Equatorial Express Airlines, погибли 60 человек. Крупнейшая авиакатастрофа в Экваториальной Гвинее и с участием Ан-24.
- 2021 — в Томской области совершил жёсткую посадку самолёт Ан-28 компании СиЛА, пострадали 2 человека.

## Родились

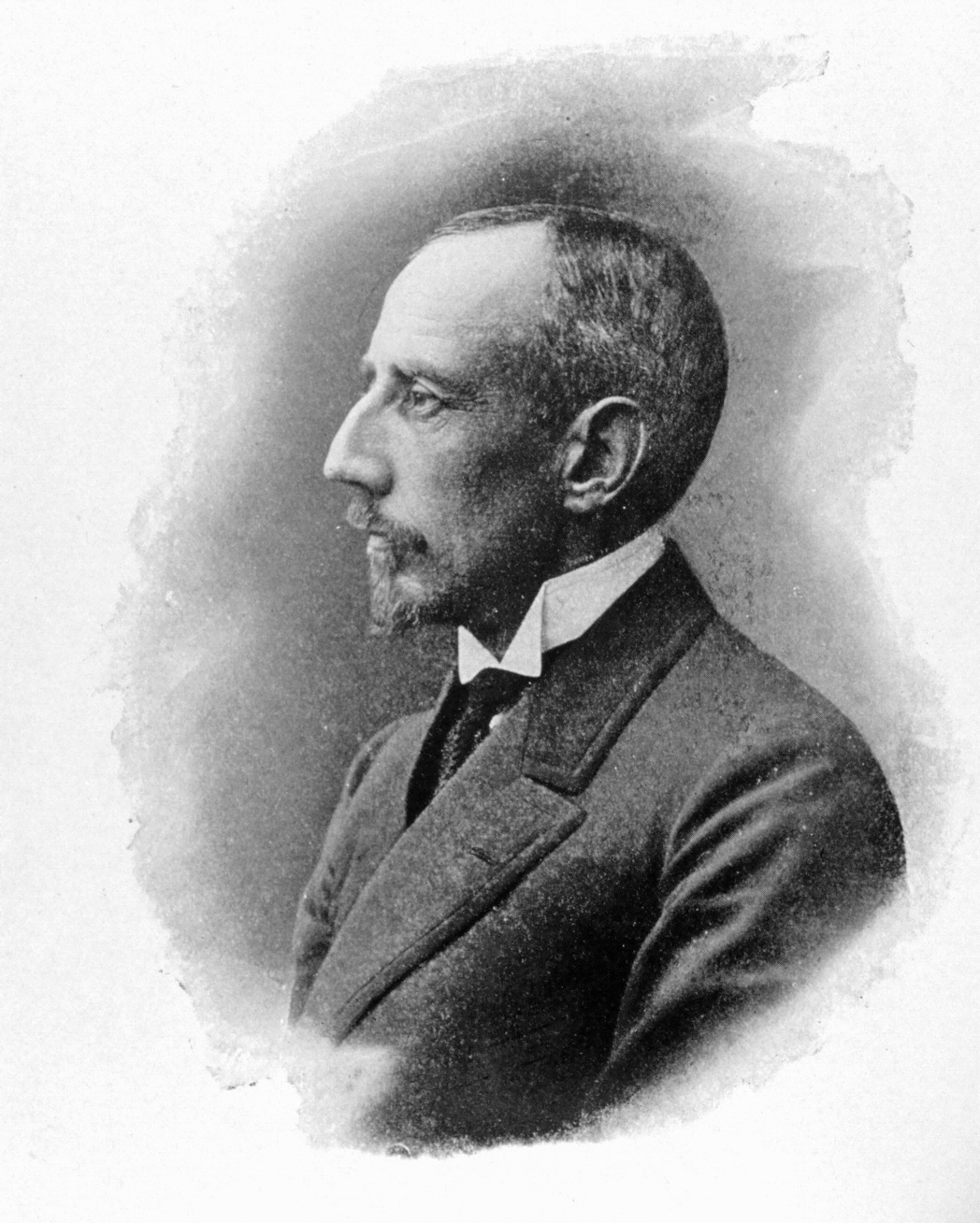
Амундсен

См. также: Категория:Родившиеся 16 июля

### До XIX века
- 1194 — Клара Ассизская (ум. 1253), итальянская святая, монахиня, основательница ордена кларисс.
- 1486 — Андреа дель Сарто (ум. 1530), итальянский художник флорентийской школы.
- 1723 — Джошуа Рейнольдс (ум. 1792), английский художник-портретист («Амур развязывает пояс Венеры», «Три грации» и др.), теоретик искусства.
- 1667 — Джузеппе Яккини (ум. 1727), итальянский виолончелист и композитор.
- 1746 — Джузеппе Пьяцци (ум. 1826), итальянский священник и астроном, открывший первую малую планету — Цереру.
- 1795 — графиня Екатерина Ивелич (ум. 1838), русская поэтесса, автор эпиграмм.

### XIX век
- 1841 — Владимир Крылов (ум. 1906), русский патологоанатом, основатель антропометрии, профессор Харьковского университета.
- 1858 — Эжен Изаи (ум. 1931), бельгийский скрипач, композитор, дирижёр, педагог.
- 1859 — Мария Блюменталь-Тамарина (урождённая Климова; ум. 1938), актриса театра и кино, народная артистка СССР.
- 1860 — Отто Есперсен (ум. 1943), датский языковед, создатель философии грамматики.
- 1872 — Руаль Амундсен (погиб в 1928), норвежский полярный исследователь, путешественник и первооткрыватель.
- 1881 — Василий Зеньковский (ум. 1962), русский религиозный философ, богослов, культуролог и педагог, белоэмигрант.
- 1885 — Николай Коновалов (ум. 1947), актёр театра и кино, заслуженный артист РСФСР.
- 1888 — Фриц Цернике (ум. 1966), голландский физик, лауреат Нобелевской премии (1953).
- 1894 — Николай Купреянов (погиб в 1933), русский советский художник-график.
- 1896 — Трюгве Ли (ум. 1968), норвежский политик, первый генеральный секретарь ООН (1946—1952).
- 1900 — Филипп Голиков (ум. 1980), советский военачальник, Маршал Советского Союза.

### XX век
- 1901 — Фриц Малер (ум. 1973), австрийский и американский дирижёр и композитор.
- 1902 — Александр Лурия (ум. 1977), советский психолог, основатель нейропсихологии.
- 1907 — Барбара Стэнвик (ум. 1990), американская актриса, обладательница премий «Эмми», «Золотой глобус» и «Оскар».
- 1908
  - Александр Бараев (ум. 1985), советский агроном, основоположник почвозащитной системы земледелия.
  - Валентин Гранаткин (ум. 1979), советский футболист и хоккеист, вратарь, спортивный чиновник.
- 1910 — Александр Аникст (ум. 1988), советский литературовед и театровед, доктор искусствоведения.
- 1911 — Джинджер Роджерс (ум. 1995), американская танцовщица и актриса, обладательница «Оскара».
- 1921 — Ги Лярош (ум. 1989), французский кутюрье.
- 1922 — Борис Бункин (ум. 2007), советский и российский учёный, конструктор, создатель зенитно-ракетных комплексов ПВО.
- 1928
  - Андрей Дементьев (ум. 2018), советский и российский поэт-песенник, теле- и радиоведущий, в 1981—1992 гг. главный редактор журнала «Юность».
  - Роберт Шекли (ум. 2005), американский писатель-фантаст.
- 1932 — Олег Протопопов (ум. 2023), советский фигурист, двукратный олимпийский чемпион в паре с Людмилой Белоусовой (1964, 1968).
- 1934 — Томас Элой Мартинес (ум. 2010), аргентинский писатель и журналист.
- 1937 — Ада Роговцева, советская и украинская актриса театра и кино, народная артистка СССР.
- 1938 — Владимир Нахабцев (ум. 2002), кинооператор, народный артист РСФСР.
- 1939
  - Константин Кобец (ум. 2012), генерал, руководитель обороны Белого дома в августе 1991, министр обороны РСФСР (1991).
  - Корин Редгрейв (ум. 2010), британский актёр и политический деятель.
- 1950 — Валерий Максименко, советский и российский лётчик и космонавт-испытатель.
- 1952 — Стюарт Коупленд, американский музыкант, барабанщик и один из основателей группы «The Police».
- 1953
  - Павел Глоба, советский и российский астролог.
  - Игорь Доценко (ум. 2014), советский и российский барабанщик, участник рок-групп «Синяя птица», ДДТ, «Чиж & Co».
- 1957 — Фэй Грант, американская актриса и певица.
- 1958 — Майкл Флэтли, американский танцор ирландского происхождения, музыкант, хореограф, продюсер.
- 1962 — Григорий Лепс, певец, музыкант, заслуженный артист России.
- 1963 — Фиби Кейтс, американская актриса и певица.
- 1964 — Мигель Индурайн, испанский велогонщик, 5-кратный победитель «Тур де Франс», двукратный — «Джиро д’Италия».
- 1967 — Уилл Феррелл, американский комедийный актёр, сценарист, продюсер, писатель.
- 1968
  - Леонид Агутин, эстрадный певец, композитор, заслуженный артист России.
  - Ларри Сэнгер, американский доктор философии, один из основателей Википедии.
- 1971 — Виктория Тарасова, российская актриса.
- 1974 — Робинн Ли, американская актриса.
- 1979 — Ким Роуд, американская спортсменка, трёхкратная олимпийская чемпионка по стендовой стрельбе.
- 1985 — Роза Салазар, американская актриса.
- 1987 — Анна-Линн Маккорд, американская актриса.
- 1988
  - Серхио Бускетс, испанский футболист, чемпион мира (2010) и Европы (2012).
  - Эрик Йоханнесен, немецкий гребец, олимпийский чемпион в академической гребле.
- 1989 — Гарет Бейл, валлийский футболист, лучший бомбардир в истории сборной Уэльса, 4-кратный победитель Лиги чемпионов.
- 1990 — Лидевей Велтен, нидерландская хоккеистка на траве, трёхкратная олимпийская чемпионка.
- 1991 — Александра Шипп, американская актриса.
- 1994 — Шерика Джексон, ямайская бегунья-спринтер, олимпийская чемпионка, многократная чемпионка мира.

### XXI век
- 2001 — Конрад Де ла Фуэнте, американский футболист.

## Скончались
См. также: Категория:Умершие 16 июля

### До XIX века
- 1664 — Андреас Грифиус (р. 1616), немецкий поэт и драматург эпохи барокко.
- 1691 — Франсуа-Мишель, маркиз де Лувуа (р. 1641), французский государственный деятель, военный министр короля Людовика XIV.
- 1764 — Иван VI (р. 1740), российский император с октября 1740 по ноябрь 1741 при регентстве Бирона и Анны Леопольдовны.
- 1747 — Джузеппе Мария Креспи (р. 1665), итальянский живописец.

### XIX век
- 1831
  - Иван Глазунов (р. 1762), русский издатель и книготорговец.
  - Василий Глинка (р. 1790), русский архитектор, академик архитектуры ИАХ.
  - Александр Ланжерон (р. 1763), французский эмигрант, российский военачальник эпохи Наполеоновских войн, в 1815—1822 гг. генерал-губернатор Новороссии и Бессарабии.
- 1857 — Пьер Жан Де Беранже (р. 1780), французский поэт и сочинитель песен.
- 1868 — Дмитрий Писарев (р. 1840), русский публицист, литературный критик, переводчик, революционер-демократ.
- 1882 — Мэри Тодд Линкольн (р. 1818), супруга 16-го президента США Авраама Линкольна.
- 1896 — Эдмон Де Гонкур (р. 1822), французский писатель.

### XX век
- 1908 — Пётр Вейнберг (р. 1831), российский поэт, переводчик, историк литературы.
- 1910 — Альберт Анкер (р. 1831), швейцарский художник и график.
- 1916 — Виктор Горслей (р. 1857), английский нейрохирург, первым в мире удаливший спинную опухоль.
- 1925 — Пётр Гнедич (р. 1855), русский писатель, драматург, переводчик, историк искусства, театральный деятель.
- 1937 — расстрелян Павел Васильев (р. 1910), русский советский поэт.
- 1943 — погиб Слободан Байич (р. 1916), югославский партизан, Народный герой Югославии.
- 1945 — покончил с собой Владимир Яхонтов (р. 1899), русский советский артист эстрады, актёр, мастер художественного слова.
- 1949 — Вячеслав Иванов (р. 1866), русский поэт-символист, филолог и философ.
- 1953 — Хилэр Беллок (р. 1870), писатель и историк англо-французского происхождения.
- 1954 — Пётр Лещенко (р. 1898), российский и румынский эстрадный певец.
- 1959 — Иван Жолтовский (р. 1867), русский советский архитектор, художник, просветитель.
- 1963 — Николай Асеев (р. 1889), русский советский поэт, переводчик, сценарист.
- 1982 — покончил с собой Патрик Девер (р. 1947), французский актёр, певец и композитор.
- 1985 — Генрих Бёлль (р. 1917), немецкий писатель, лауреат Нобелевской премии по литературе (1972).
- 1989
  - Николас Гильен (р. 1902), кубинский поэт, антифашист и антимилитарист.
  - Герберт фон Караян (р. 1908), австрийский дирижёр.
- 1990
  - Михаил Матусовский (р. 1915), советский поэт-песенник.
  - Валентин Пикуль (р. 1928), советский писатель, автор популярных исторических романов.
- 1992 — Татьяна Пельтцер (р. 1904), актриса театра и кино, народная артистка СССР, лауреат Государственной премии.
- 1996 — Иосиф Прут (р. 1900), советский драматург и сценарист.
- 1999 — Джон Кеннеди мл. (р. 1960), американский журналист и адвокат, сын президента США Джона Кеннеди.

### XXI век
- 2001
  - Беате Узе (р. 1919), немецкая предпринимательница, основоположница секс-индустрии.
  - Морис де Бевере (р. 1923), бельгийский карикатурист, художник комиксов, иллюстратор.
- 2003 — Селия Крус (р. 1925), кубинско-американская исполнительница сальсы.
- 2006 — Олег Шейнцис (р. 1949), сценограф, народный художник России.
- 2007 — Михаил Кононов (р. 1940), советский и российский актёр театра и кино, народный артист РФ.
- 2007 — Дмитрий Пригов (р. 1940), русский поэт, художник и скульптор.
- 2008 — Джо Стаффорд (р. 1917), американская певица.
- 2012 — Джон Лорд (р. 1941), британский музыкант и композитор, участник классического состава Deep Purple.
- 2013 — Екатерина Еланская (р. 1929), советская и российская актриса театра и кино, режиссёр театра, народная артистка РФ.
- 2014
  - Джонни Винтер (р. 1944), американский гитарист и певец, один из лучших белых исполнителей блюза.
  - Маргарита Суворова (р. 1938), советская эстрадная певица, народная артистка России.
- 2023 — Джейн Биркин (р. 1946), французская актриса и певица.
- 2025
  - Юрий Кара (р. 1954), советский и российский кинорежиссёр, сценарист, кинопродюсер, актёр. Заслуженный деятель искусств РФ (2005).
  - Конни Фрэнсис (р. 1937), американская певица итальянского происхождения.

## Приметы
- Маков День.
- Если комары и мошкара вьются кругами, хорошая погода гарантирована в ближайшие семь суток (ближайшую неделю)[11].